# 1600 în literatură
- 1599 în literatură — 1600 în literatură — 1601 în literatură

Anul 1600 în literatură a implicat o serie de evenimente semnificative. 

## Cărți noi
- Fabritio Caroso - Nobiltà de dame
- "Moderata Fonte" (pseudonim) - The Worth of Women: Wherein is Clearly Revealed Their Nobility and Their Superiority to Men
- Robert Jones - The First Book of Songs and Airs
- Thomas Rowlands - The Letting of Humour's Blood in the Head-Vein

## Decese
- Mahmud Abdülbâkî (محمود عبد الباقى), cunoscut sub pseudonimul Bâḳî (باقى), poet turc otoman (n. 1526).

Format:1600